# Matt Giannetti
Matt Giannetti (25 november 1984) is een Amerikaans professioneel pokerspeler. Hij won onder meer het €3.000 + 300 No Limit Hold'em - Main Event van WPT Malta 2011- (goed voor een hoofdprijs van $276.457,-) en het $3.500 No Limit Hold'em - Championship van het WPT Lucky Hearts Poker Open 2013 (goed voor $298.304,-). Hij behoorde tot de November Nine in het Main Event van de World Series of Poker 2011, waarin hij als vierde eindigde (goed voor $3.012.700,- aan prijzengeld).
Giannetti won tot en met juli 2014 meer dan $4.500.000,- in live pokertoernooien (cashgames niet meegerekend).

## Wapenfeiten
Giannetti verscheen voor het eerst op de radar in het professionele pokercircuit in april 2006, toen hij achtste werd in het  $2.000 + 80 No Limit Hold'em-toernooi van Fourth Annual Five-Star World Poker Classic in Las Vegas. Dat jaar speelde hij ook zijn eerste geldprijs binnen op zowel de World Series of Poker (hij werd 521ste in het Main Event) als op een hoofdtoernooi van de World Poker Tour (door 41ste te worden in de 2006 World Poker Finals). Giannetti's eerste cash op de European Poker Tour volgde in 2009, toen hij 179ste werd in het hoofdtoernooi van het PokerStars Caribbean Adventure 2009.
Giannetti werd in februari 2013 de zeventiende speler ooit met meerdere World Poker Tour-titels achter zijn naam door het hoofdtoernooi van het WPT Lucky Hearts Poker Open 2013 te winnen. Dit nadat hij in 2001 dat van WPT Malta 2011 won.